# Lucien Lesna

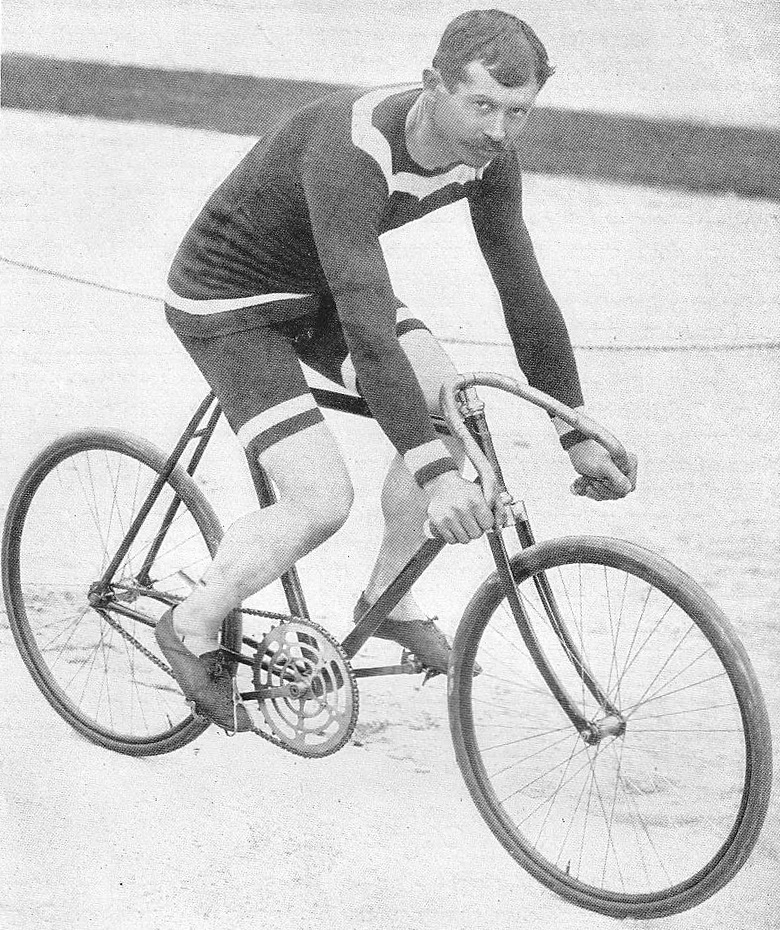
Lucien Lesna, vor 1908

Lucien Lesna (* 11. Oktober 1863 in Le Locle (Schweiz); † 11. Juli 1932 in Evreux) war ein französischer Radrennfahrer, der auf Straße und Bahn erfolgreich war.
Lucien Lesna wurde als Sohn französischer Eltern in der Schweiz geboren; er lernte den Beruf eines Uhrmachers. Das Fahrradfahren erlernte er erst mit 26 Jahren, als er sich zunächst ein Dreirad kaufte. Schon im Jahr darauf nahm Lesna an ersten Straßenrennen teil und wurde umgehend Schweizer Straßenmeister. Sein erster großer Erfolg war der Sieg beim Rennen Bordeaux–Paris im Jahr 1894 über 572 km in 25:11:07 Stunden (Stundenschnitt: 23,250 km).
Im Jahr darauf wandte sich Lucien Lesna Rennen auf der Bahn zu. Am 29. Juni 1895 stellte er in Dijon einen neuen Stundenweltrekord hinter Schrittmacher auf (45.700 km), wurde Französischer Meister über 100 km und gewann in der folgenden Zeit zahlreiche bedeutende Rennen. 1896 und 1898 gewann er die Europameisterschaften im Steherrennen. Lesna, der von Motoren aller Art fasziniert war, war der erste Dauerfahrer, der ein (selbstkonstruiertes) Motortandem als Schrittmacher-Maschine benutzte, hinter dem er im Winter 1898/1899 erfolgreich Rennen in den USA und Australien fuhr.
1901 ging Lesna wieder auf die Straße zurück und siegte erneut beim Rennen Bordeaux-Paris, dieses Mal in 21:53:40 (Stundendurchschnitt 27 km); er fuhr aber auch weiterhin auf der Bahn. 1901 und 1902 siegte er bei Paris–Roubaix und wurde 1902 Zweiter bei Bordeaux-Paris, hinter seinem Dauer-Rivalen Maurice Garin, dem späteren  Sieger der ersten Tour de France. Er startete auch bei Paris–Brest–Paris, musste aber wegen eines Sonnenstichs aufgeben; Garin siegte.
Besonders spektakulär war Lesnas Sieg in dem 938 km langen Rennen Marseille-Paris im gleichen Jahr, für das er 6000 km in Algerien und Tunesien trainiert hatte, mit dem Ziel, Garin zu schlagen. (Das Rennen wurde von Tour-de-France-Erfinder Henri Desgrange organisiert und fand nur einmal statt. Es gilt als Vorläufer der Tour.) Lesna traf mit mehr als sieben Stunden Vorsprung vor dem Italiener Rodolfo Muller und dem Franzosen Pierre Chevalier vor 20 000 Zuschauern im Pariser Prinzenparkstadion ein. Zu seiner großen Enttäuschung war Garin wegen angeblicher Schmerzen im Bein nicht angetreten.
Bei der Automobil-Fernfahrt Paris-Madrid im Mai 1903 hatte Lesna einen schweren Unfall, nach dem sein Bein steif blieb. Daraufhin musste er seine Rennfahrer-Laufbahn vor dem Start der ersten Tour de France beenden, bei der er nochmals gegen Garin hatte antreten wollen. Aber 1909 nahm er Flugunterricht bei Louis Blériot, von dem Lesna auch ein Flugzeug kaufte, das wegen seines steifen Beines speziell konstruiert war. In Paris eröffnete er gemeinsam mit dem ehemaligen Steher-Schrittmacher Pastaire ein Massage-Institut.
Lucien Lesna starb 1932 an den Folgen eines Motorrad-Unfalls.